# تپه قلعه روستای سیاده
تپه قلعه روستای سیاده مربوط به دوره سلجوقیان تا دوره صفوی است و در فیروز کوه، ۶ کیلومتری جاده فیروزکوه به سمنان واقع شده و این اثر در تاریخ ۱۹ اسفند ۱۳۸۰ با شمارهٔ ثبت ۴۹۱۰ به‌عنوان یکی از آثار ملی ایران به ثبت رسیده است.